# Gran Chasco
El Gran Chasco fue un suceso importante en la historia del movimiento millerista, un grupo religioso estadounidense del siglo XIX. William Miller (1782-1849) ―cuyo nombre toma el movimiento― concluyó por medio de un estudio de las cronologías de la Biblia que Jesucristo ―el salvador de la religión cristiana― volvería a la Tierra «cerca de 1843». Sus seguidores posteriormente refinaron la fecha como 22 de octubre de 1844. Cuando, en el día señalado, Jesucristo no apareció como se esperaba, un gran número de milleristas abandonaron el grupo, dando paso a su disolución. A pesar de esto, muchos grupos continuaron bajo la influencia del trabajo de Miller.

## Antecedentes
Entre 1831 y 1844, William Miller jugó un rol muy importante en lo que los historiadores llamaron el «segundo despertar» religioso. El movimiento millerista tuvo una influencia significativa en modos de ver las profecías bíblicas, incluyendo lo que posteriormente sería la Iglesia Adventista del Séptimo Día. Miller sostuvo un grupo de catorce reglas para la interpretación de la Biblia. Basándose en el estudio de la profecía del Libro de Daniel 8:14, Miller calculó que Jesucristo regresaría entre el 21 de marzo de 1843 y el 21 de marzo de 1844.
Más tarde, se calculó la fecha con base en el calendario ritual judío, en el que el 21 de marzo de 1844 es el 22 de octubre de 1844.
Cuando Jesucristo no apareció, los seguidores de Miller experimentaron lo que se conoce como el Gran Chasco. Miles de seguidores abandonaron el movimiento. Después de examinar nuevamente las escrituras, un grupo remanente concluyó que Jesucristo no debía aparecer en esa fecha, sino que ese día, el santuario celestial donde Jesucristo oficia como sumo sacerdote comenzaría a ser purificado mediante un juicio investigador. Ese juicio afecta a quienes han profesado fe en Jesucristo a través de los tiempos, pero no a aquellos que siempre lo rechazaron, para los cuales no es necesario ningún examen de su vida.

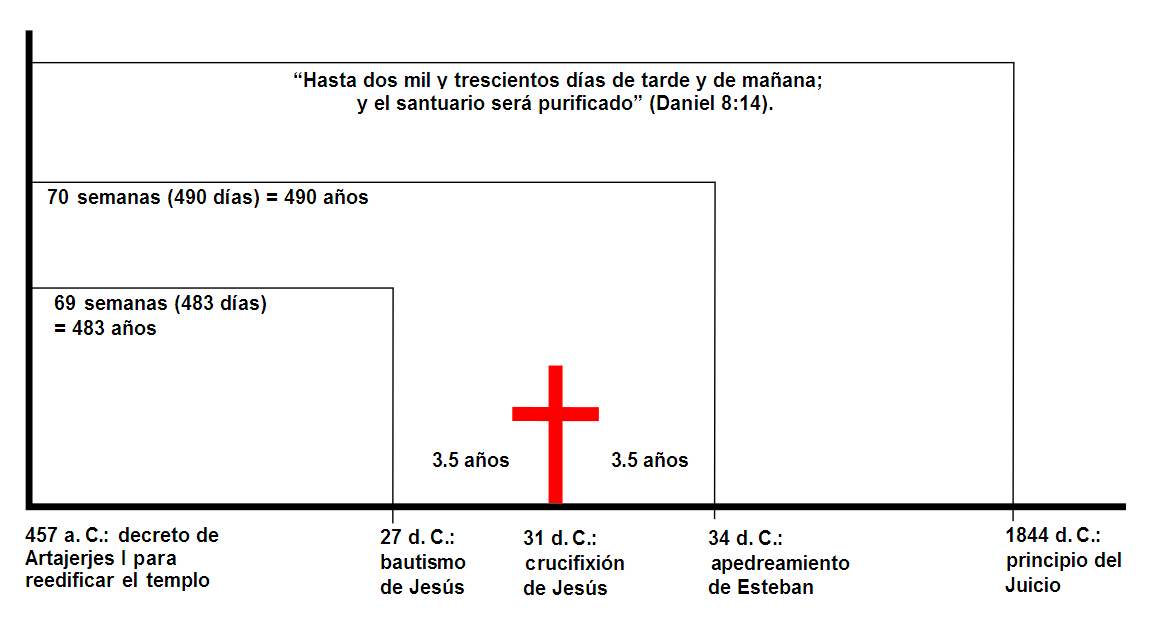
El cálculo realizado por William Miller.

## Repercusiones

### Iglesia Adventista del Séptimo Día
Los precursores de la Iglesia Adventista del Séptimo Día concibieron el pensamiento de que en esta fecha Jesucristo pasó del «lugar santo» del santuario celestial, al «lugar santísimo», donde comienza a juzgar a los profesos cristianos de todos los tiempos. Al concluir este juicio, Jesucristo volvería a la Tierra (Segunda Venida de Jesucristo).
Miller consideró que las 2300 tardes y mañanas mencionadas en el Libro de Daniel (8:14) eran en realidad años.
Se basó para ello en diferentes textos y pasajes de la Biblia:
- Libro de los salmos (77:5): «Consideraba los días desde el principio, los años de los siglos».
- Levítico (25:8): «Y contarás siete semanas de años, siete veces siete años, de modo que los días de las siete semanas de años vendrán a serte cuarenta y nueve años».
- Libro de los números (14:34): «Conforme al número de los días, de los cuarenta días en que reconocisteis la tierra, llevaréis vuestras iniquidades cuarenta años, un año por cada día; y conoceréis mi castigo».
- Libro de Ezequiel (4:6): «Cumplidos estos, te acostarás sobre tu lado derecho segunda vez, y llevarás la maldad de la casa de Judá cuarenta días; día por año, día por año te lo he dado».

- En el Libro de Daniel (9:24) se afirma que 70 semanas serán cortadas (de los 2300 años) para poner fin a la expiación, o sea para que se cumpliera la profecía de que Jesucristo (el Mesías) iba a morir por los pecados de los seres humanos.

- En el Libro de Daniel (9:25) se explica que esos 2300 años comenzaron cuando los judíos que estaban cautivos en Babilonia regresaron a Jerusalén a restaurarla y reedificarla. Esto sucedió a partir del decreto dado por Artajerjes en el año 538/537 a. C., el cual se hizo efectivo hasta el 457 a. C.

### Adventistas en general
Después del Gran Chasco de 1844, el religioso Jonas Wendell experimentó períodos de debilidad de su fe. Luego de estudiar la cronología bíblica, llegó a la conclusión de que había sido erróneo el cálculo de la Segunda Venida de Jesucristo, que no había sido en 1844 sino que sucedería en 1868.
La fecha pasó y Jesucristo no regresó, por lo que Wendell publicó en 1870 un volante donde explicaba que Jesucristo volvería en 1873.